# ギュンター兄弟
ジークフリート・ギュンター（Siegfried Günter, 1899年12月8日 - 1969年6月19日）とヴァルター・ギュンター（Walter Günter, 1899年12月8日 - 1937年9月21日）の双子の兄弟は、ドイツの航空技術者である。

## 来歴

### 戦前
ジークフリートとヴァルター・ギュンターは1899年12月8日に生まれた。2人とも第一次世界大戦に従軍し英軍の捕虜になった。戦後、兄弟はハノーファー大学で工学を学んだ。
2人は、友人のヴァルター・メルテンス（Walter Mertens）、ヴェルナー・マイヤー=カッセル（Werner Meyer-Cassel）と共にグライダー製作し、ヴァッサークッペ（Wasserkuppe）で飛行させた。その様子を見て感銘を受けたバウマー航空（Bäumer Aero）の代表パウル・バウマー（Paul Bäumer）は、4人の才能を認めて、ベルリンにある自分の会社に招いた。彼らはそこでモーターグライダーや、流行し始めていた高速スポーツ機を設計した（この中の1機でバウマーは1928年に事故死した）。

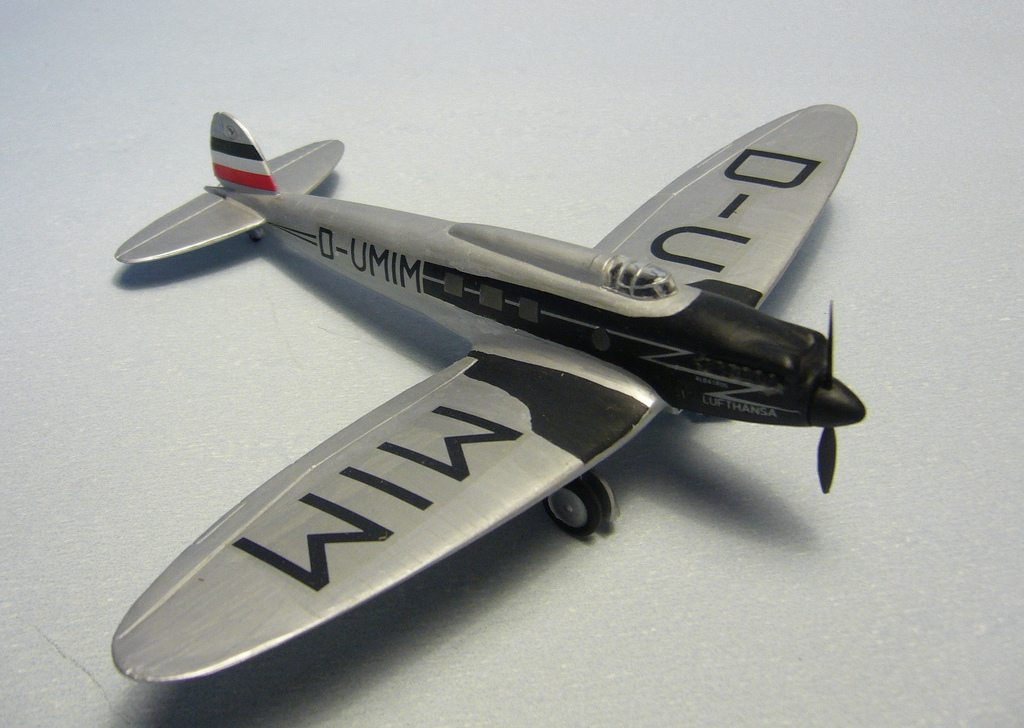
He70の模型

ハインケル入社

1931年にエルンスト・ハインケルは、ギュンター兄弟をロストックのハインケル社に招聘した。兄弟はそこでHe51、He70、He111を含む、ハインケル社で特に有名な機種の幾つかを設計した。特にHe70は、楕円翼機の雛形として評価された。また、発展型としてHe112も試作している。しかし出世途上半ばの1937年9月21日、ヴァルターが交通事故に遭い亡くなってしまう。

### 戦中〜戦後

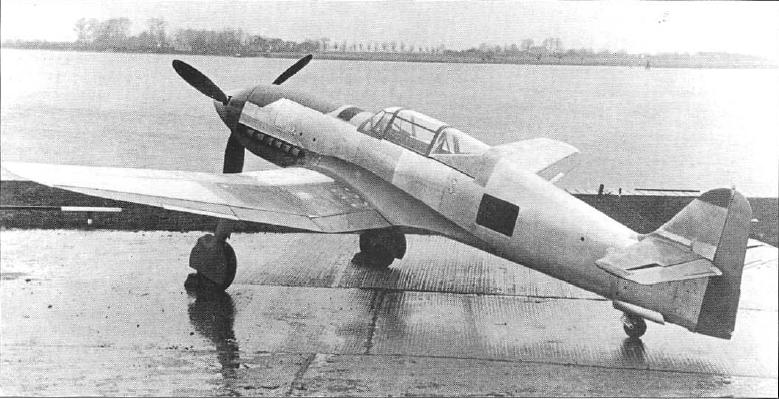
試作型 He100V-1

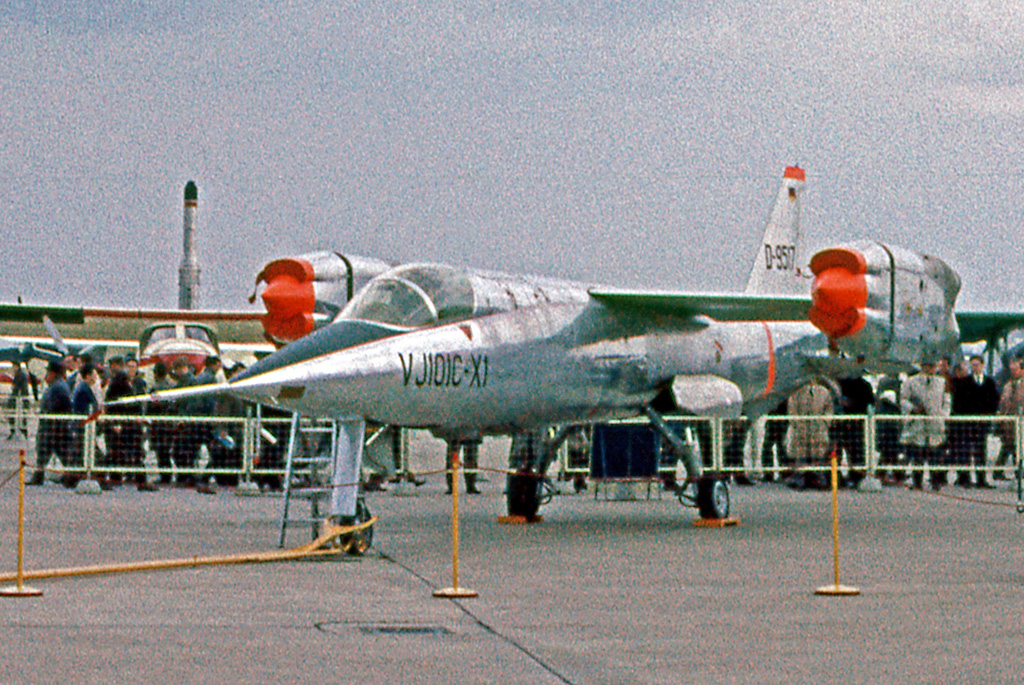
V/STOL試作機 EWR VJ 101

大戦期
社内の地位を確立したジークフリートは、先進的な機体の設計にも携わるようになる。大戦前にチーフデザイナーとして従事した試作機He100は、670km/hという当時としては驚異的な速度を記録した。ジェット機やロケット機開発にも関わり、He178、He280、He162、He176などがある。しかし採用競争でメッサーシュミット社に敗れる場合が多く、野心作の域を出なかった。ほか、大型機では、He177、He219などが制式採用されている。
戦後
戦後ジークフリートは、ベルリンで義父の経営するカーショップで働いていたが、1948年にソビエト連邦のエージェントに誘拐・連行されて、同国の航空機設計の協力を強いられた。これによりジークフリートがソビエトのMiG-15戦闘機の開発に携わったという、冷戦時代の都市伝説が生まれたが、本人は常にこれを否定していたエピソードがある。
1952年、東ドイツに帰国。1年後には西ドイツに移り、再びハインケル社で働き始めた。彼はそこで世界初の超音速V/STOL機のEWR VJ 101とV/STOL輸送機VC 400の開発に携わった。両機ともに試作の段階までで量産には至らなかった。
1969年6月19日、ジークフリートは西ベルリンで死去。

## 伝記
Siegfried Günter